# Вулиця Косіора (Донецьк)
Вулиця Косіора — одна з вулиць міста Донецька. Розташована між вулицею Челюскінців та мікрорайоном 5-й участок.

## Історія
Вулиця названа на честь Станіслава Косіора — більшовицького партійного і радянського діяча, злочинця, одиного з організаторів Голодомору в Україні 1932—1933.

## Опис
Вулиця Косіора знаходиться в одному за центральних районів Донецька — Київському, на території мікрорайону Гладківка. Простяглася с півдня на північ. Довжина вулиці становить близько кілометра.

## Транспорт
Вулицею курсує маршрутні таксі № 38 та 38а.